# Licencia de software libre robusta
Una licencia de software libre robusta se centra en mantener la libertad a lo largo de toda la cadena de usuarios, desde su autor hasta el usuario final, para ello hace uso del copyleft obligando a que el trabajo derivado se mantenga con el mismo régimen de derechos de autor que el original. Así un software licenciado bajo GPL que sea modificado y distribuido por un eslabón intermedio de la cadena debe mantener la licencia GPL, maximizando la libertad de los usuarios finales.
La condición de distribuirse bajo la misma licencia original y al tratarse de software libre, implica que siempre se tenga acceso al código.
Los ejemplos más conocidos de este tipo de licencias son la GPL, LGPL y Affero GPL.
Por el contrario, existe la licencia de software libre permisiva, que no posee copyleft, y maximiza la libertad de quien recibe el software, pudiendo redistribuir bajo una licencia libre o privativa.